# Pseudoligosita gracilior
Pseudoligosita gracilior är en stekelart som först beskrevs av Maksymilian Nowicki 1935.  Pseudoligosita gracilior ingår i släktet Pseudoligosita och familjen hårstrimsteklar. Arten är reproducerande i Sverige. Inga underarter finns listade i Catalogue of Life.